# Uniwersytet Techniczny w Gabrowie
Uniwersytet Techniczny w Gabrowie (bułg. Технически университет Габрово) – państwowa instytucja szkolnictwa wyższego z siedzibą w Gabrowie.  
Uniwersytet Techniczny w Gabrowie łączy tradycje przeszłości z potencjałem teraźniejszości w dziedzinie edukacji i nauki. Jest renomowanym ośrodkiem akademickim i badawczym, który zapewnia wysokiej jakości szkolenia zgodne z potrzebami rynku pracy w zakresie nowoczesnych szerokich stopni licencjackich, a także nowoczesne studia magisterskie i doktoranckie w dziedzinie inżynierii i technologii, biznesu i nauk społecznych.
Działalność edukacyjną i badawczą na uniwersytecie prowadzi wysoko wykwalifikowana kadra akademicka składająca się z 240 osób. Wykorzystując najnowsze metody nauczania, bogate zasoby materialne i przejęcia społeczne, wykładowcy zapewniają doskonałe warunki do nauki i rozwoju osobistego studentów. Uczelnia aktywnie uczestniczy w europejskich programach edukacyjnych i badawczych oraz prowadzi owocną i skuteczną współpracę z uniwersytetami bułgarskimi i zagranicznymi. Uniwersytet szczyci się dziesiątkami tysięcy absolwentów, którzy rozwijają karierę w kraju i za granicą oraz przyczyniają się do rozwoju nowoczesnego społeczeństwa.

## Historia
30 lipca 1964 Zgromadzenie Narodowe wydało dekret nr 395 o utworzeniu Wyższego Ogólnego Instytutu Technicznego (VOTZI). Pierwszy rok akademicki w instytucie rozpoczął się w 1964/1965 z 1327 studentami. Studnia trwały 3 lata, po których absolwenci mogli kontynuować studnia magisterskie na innych uczelniach technicznych. Rozporządzeniem nr 177 Zgromadzenie Narodowe przyznało na roku akademicki 1965/1966 przyjmowanie studentów, którzy mogli także kontynuować w VOTZI studia magisterskie. 29 września 1972, na mocy dekretu Zgromadzenia Narodowego, VOTZI zmieniono nazwę na Wyższy Instytut Maszynowo-Elektrotechniczny (ВМЕИ). Decyzją Zgromadzenia Narodowego w lipcu 1995 roku uzyskał on status uniwersytetu technicznego. Na początku 2004 uczelnia otrzymała certyfikat zgodności z systemem zarządzania jakością ISO 9001:2000 w zakresie szkolnictwa wyższego, studiów podyplomowych i badawczych, wydany przez niemieckie towarzystwo certyfikacji systemów zarządzania DQS GmbH oraz IQNet DQS International Certification Network. Uniwersytet Techniczny w Gabrowie został akredytowany przez Międzynarodowe Stowarzyszenie Kształcenia Inżynierów IGIP oraz Europejską Federację Krajowych Stowarzyszeń Naukowo-Technicznych FEANI.